# Alaejos
Alaejos es un municipio y localidad española de la provincia de Valladolid, en la comunidad autónoma de Castilla y León. El término municipal tiene una población de 1407 habitantes (INE 2024).

## Topónimo
En 1180 se registra la forma Falafeios, indudablemente asignada al actual Alaejos. Parece por lo tanto, como indica Riesco Chueca, que se trata de un nombre de propietario, el conocido antropónimo mozárabe Jalaf o Halafe. El diminutivo presente en Alaejos parece corresponder a fenómenos de duplicación toponímica. Falafeios sería en origen una población de menor rango que Alafes, actual despoblado en el municipio zamorano de Cañico. En cuanto a la desinencia de plural, puede atribuirse a un fenómeno de multiplicación del topn., frecuente en el nomenclátor medieval. Dada la frecuente repetición de topónimos idénticos para núcleos de población colindantes (bien sea por trasplante o por escisión de un poblado), la fusión de tales aldeas o la extinción de una de ellas conducía a la adopción del plural como denominación del poblamiento resultante. En la evolución Falafeios > Alaejos se aprecia un proceso de completa castellanización en el habla local, con aspiración de la f- inicial y la intervocálica; así como tratamiento velar del diminutivo.

## Geografía
Integrado en la comarca de Tierra del Vino de la provincia de Valladolid, se sitúa a 61 km de la capital provincial. El término municipal está atravesado por la Autovía de Castilla A-62 entre los pK 180 y 190, además de por la carretera nacional N-620, alternativa convencional a la anterior, por la carreteras autonómicas CL-602, que permite la comunicación con Castronuño y Nava del Rey, y por las carreteras provinciales VA-602, que conecta con Vadillo de la Guareña, y VA-802, que se dirige a Castrejón de Trabancos. 
El relieve del territorio es prácticamente llano, contando con algunos arroyos tributarios del río Trabancos, que recorre parte del límite oriental. La altitud oscila entre los 810 m al suroeste y los 730 m a orillas del río Trabancos. El pueblo se alza a 754 m sobre el nivel del mar. 
| Noroeste: Castronuño                                              | Norte: Castronuño y Siete Iglesias de Trabancos | Noreste: Siete Iglesias de Trabancos y Nava del Rey |
| Oeste: Vadillo de la Guareña (Zamora)                             |                                                 | Este: Nava del Rey                                  |
| Suroeste: Vadillo de la Guareña (Zamora) y Torrecilla de la Orden | Sur: Torrecilla de la Orden                     | Sureste: Castrejón de Trabancos                     |

La localidad es antípoda de Wellington, capital de Nueva Zelanda.

## Historia

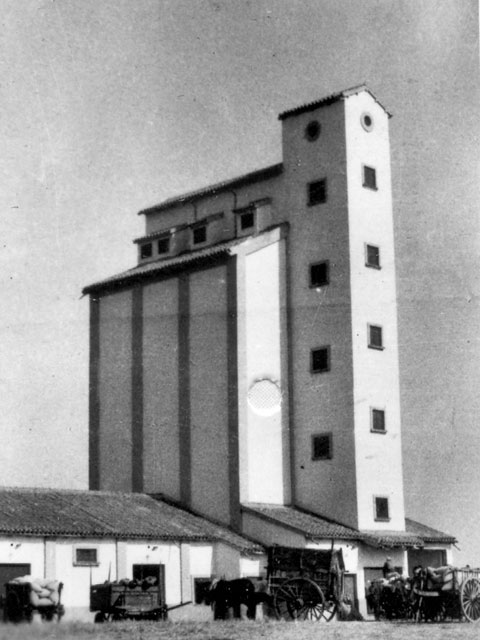
Silo de Alaejos, fecha desconocida.

Poco se sabe a ciencia cierta sobre cuál es el origen de Alaejos. En el siglo XI formaba parte del reino de León y de hecho la parroquia pertenecía al obispado de Salamanca. Su nombre hacia los siglos XII y XIII era Falafeios, un diminutivo en plural del nombre morisco Jalaf. Una de las hipótesis es que naciera como una aldea en los territorios repoblados durante la Reconquista, formando parte de la línea defensiva de la frontera entre el reino de León y el reino de Castilla, que estaba situaba en el río Trabancos por el tratado de Fresno-Lavandera.
A mediados del siglo XIV fue vendida a Medina del Campo por Diego Fernández de Medina. Fue señorío jurisdiccional del obispo de Ávila, Alfonso de Fonseca, hasta el siglo XIX.
En el siglo XV Juana de Portugal, esposa de Enrique IV, fue retenida en el castillo de Alaejos por orden del rey bajo la supervisión del arzobispo Alonso de Fonseca y Ulloa, señor de las villas de Coca y Alaejos. Durante esa estancia, la reina Juana inició una relación con el sobrino del arzobispo, el caballero Pedro de Castilla y Fonseca, biznieto bastardo del rey Pedro I de Castilla, fruto de cuya relación nacieron dos hijos gemelos.
En 1520, durante la Guerra de las Comunidades, los comuneros destruyeron una gran parte de la ciudad. En 1595 se unió al nuevo obispado de Valladolid, aunque política y administrativamente siguió dependiendo de la provincia de Segovia.
En el año 1785 fue constituida la Real Sociedad Caritativo Económica de la villa de Alaejos, dentro del movimiento de la Ilustración, que realizó importantes y muy avanzadas actividades económicas, sociales y de educación de la infancia y la juventud. Durante el siglo XVIII e inicios del XIX, perteneció a la antigua provincia de Toro.
En 1997 la Junta de Castilla y León declaró el recinto urbano bien de interés cultural con categoría de conjunto histórico.

### Guerra civil española

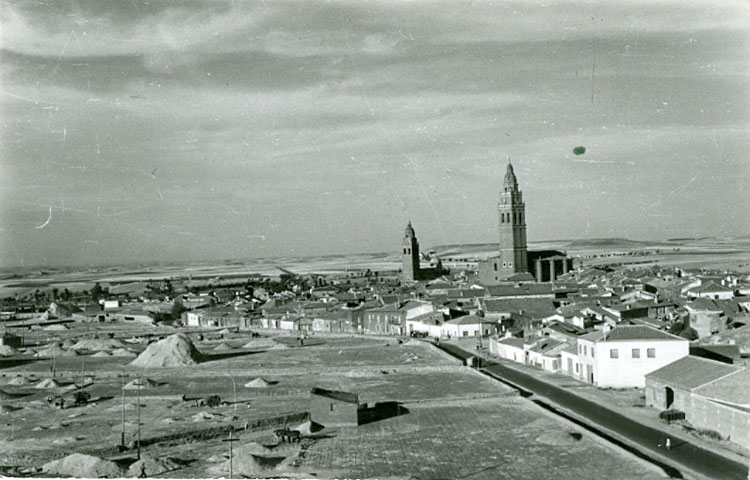
Vista general del pueblo.

La guerra civil española (1936-1939) ha dejado una profunda huella en la localidad. En los primeros meses de la contienda se contabilizaron unas cincuenta muertes por el bando nacional según asegura el historiador Ignacio Martín Jiménez en su libro La Guerra Civil en Valladolid editado en el año 2000 por la Editorial Ámbito. Por el otro bando "desaparecieron" habitantes de todo tipo como Brígida Pérez la cacharrera, el alcalde Antonio Losada, el pañero Hilario Bernardo González, Esteban Rodríguez un obrero del campo, Lina Santana la cantinera o los maestros Juan Estebaranz y Esteban Domínguez, entre muchos otros. Una relevante crónica de las desapariciones en Alaejos ha sido escrita por Doña Nazaria Gabriela Hernández hija de Don Hilario. También merece conocer el documento Silencios Rotos  hecho por gente del propio pueblo, este trabajo cuenta con bastantes fotografías de la época. En el 2006 se produjeron actos vandálicos contra la placa en homenaje a los Hijos de Alaejos caídos por Dios y por España, nomenclatura utilizada por el bando franquista para homenajear a sus fallecidos durante la Guerra Civil, que se encontraba situada en la iglesia de Santa María, y quedando destruida. En el 2009 la Asociación para la Recuperación de la Memoria Histórica, homenajeó a los fallecidos en el bando republicano, con la instalación de una placa en el cementerio municipal.

## Demografía
Cuenta con una población de 1407 habitantes (INE 2024).
| Gráfica de evolución demográfica de Alaejos entre 1842 y 2021                                                         |
| |
| Población de derecho según los censos de población del INE. Población de hecho según los censos de población del INE. |

## Patrimonio

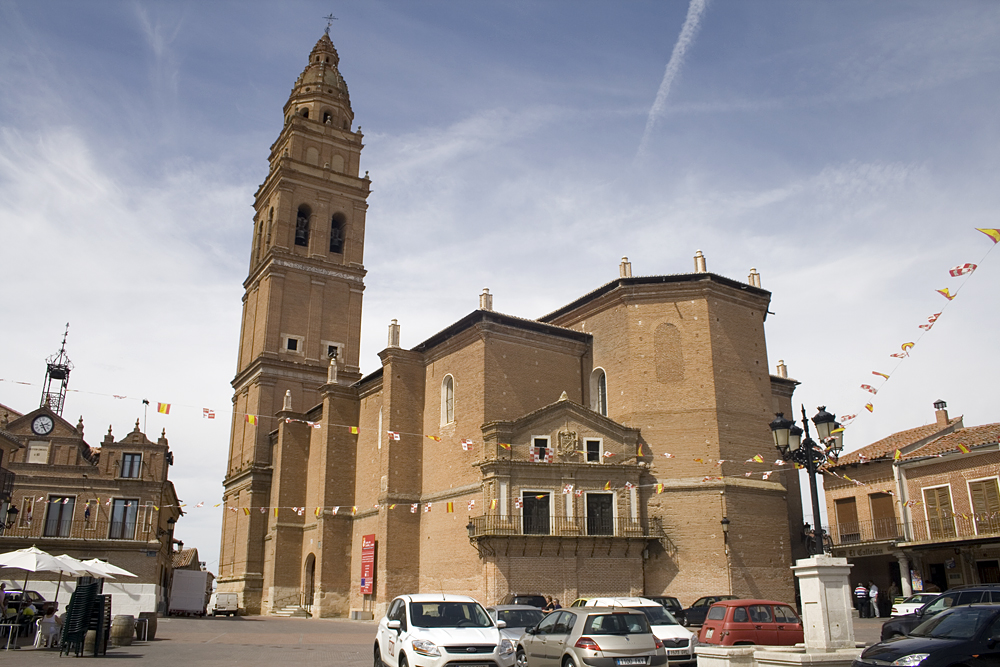
Iglesia de San Pedro.

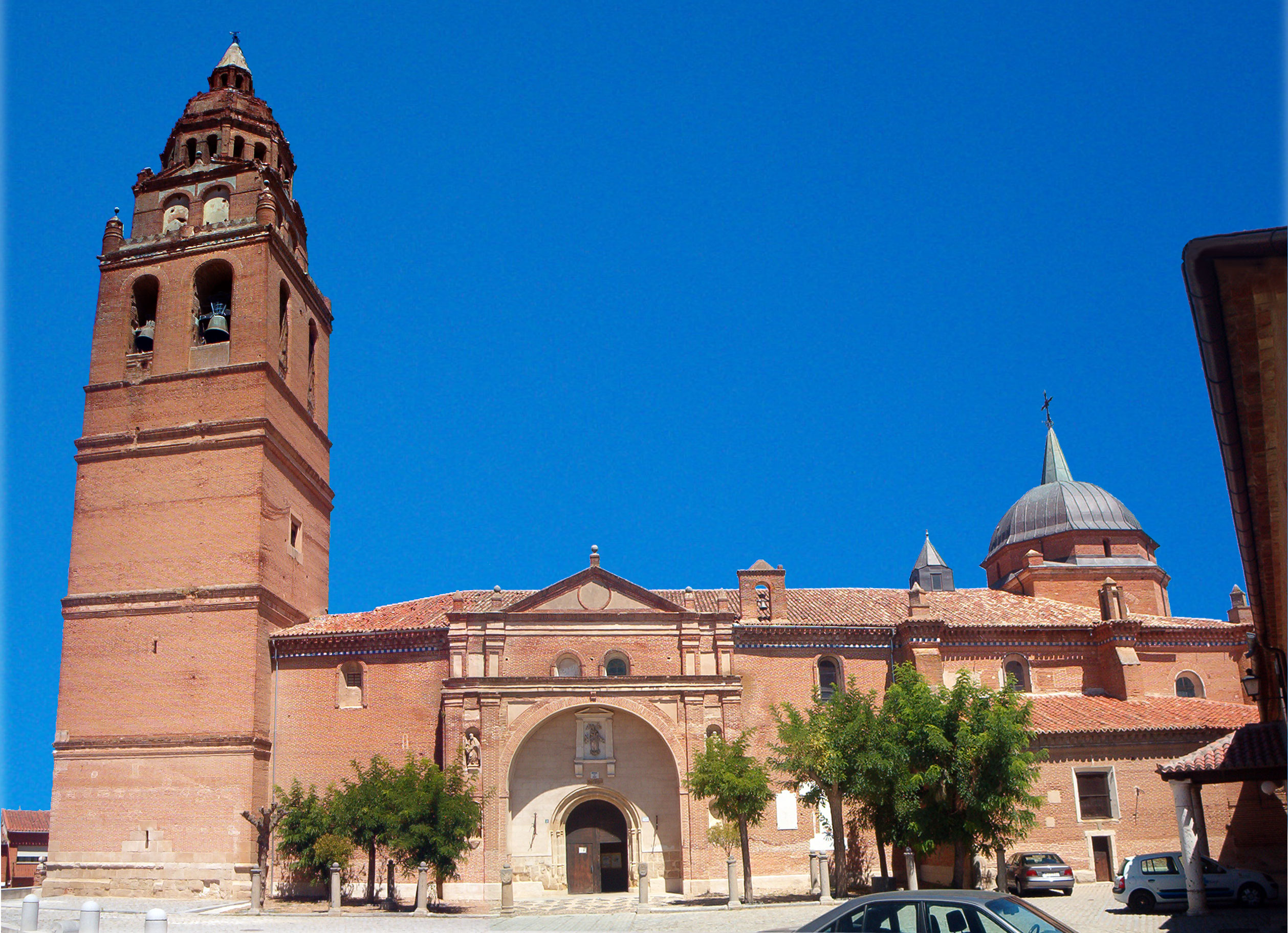
Iglesia de Santa María

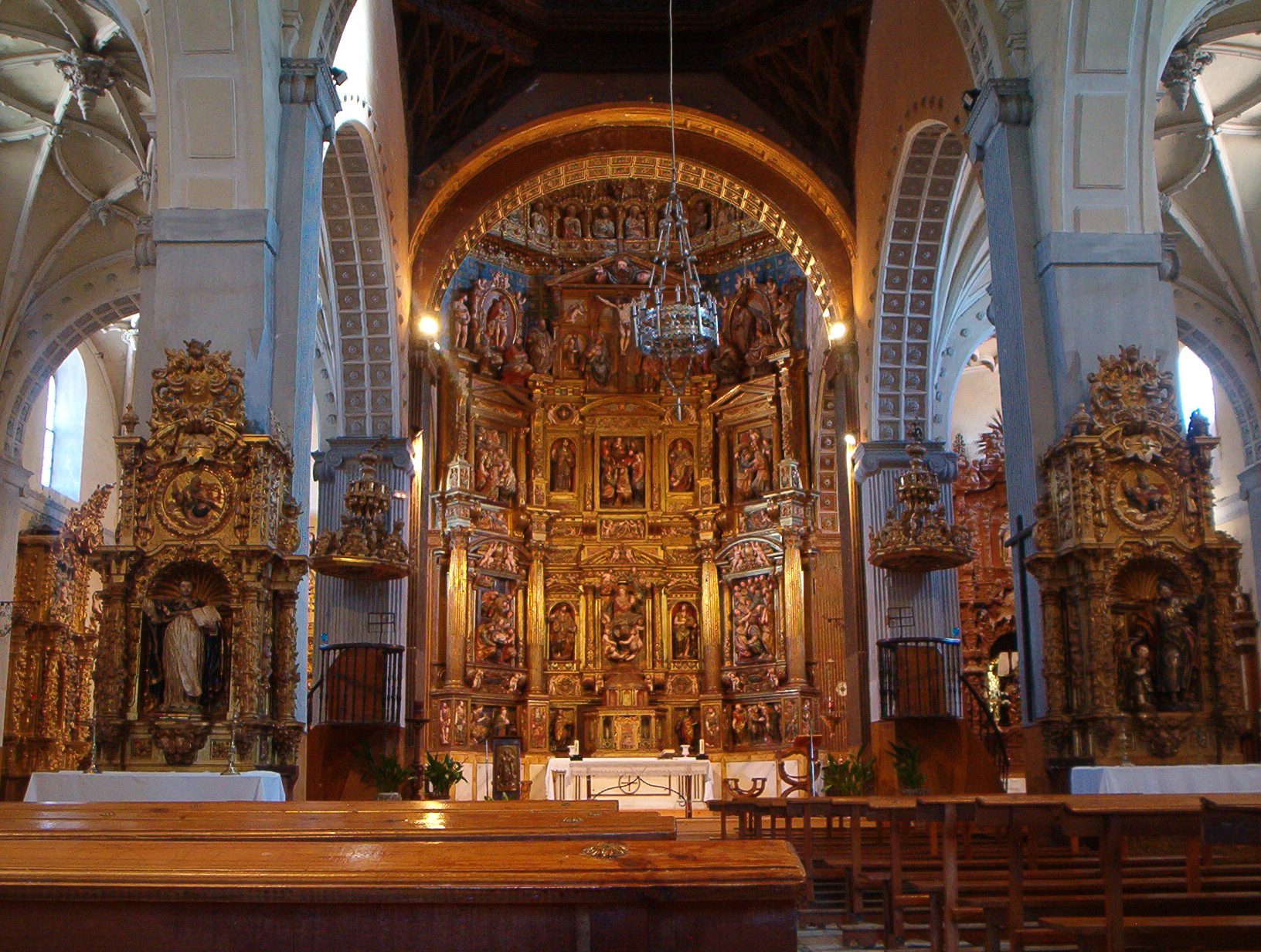
Retablo mayor de la iglesia de Santa María

- Iglesia parroquial de San Pedro se encuentra en la Plaza Mayor. Declarada Monumento Histórico Artístico, fue diseñada en el siglo XVI bajo estilos tanto góticos como renacentistas con materiales como el ladrillo y ornamentaciones en yeso y azulejos mudéjares. De su exterior destacan sus dos portadas y la gran torre de cuatro cuerpos rematada por una pequeña cúpula. En el interior, presenta un esquema de planta de salón con tres naves siendo más elevada la central. En el retablo mayor, obra de Juan Sáez de la Torrecilla, que se encuentra presidiendo el altar, se enmarcan interesantes relieves, así como escenas de la Pasión. El resto de la iglesia muestra diversos retablos así como un coro realizado en el siglo XVII en madera de nogal con 29 asientos y facistol cerrado por una reja. También destaca un órgano barroco. Una reciente restauración ha sacado a la luz unas magníficas pinturas "Grisallas" y algunos detalles muy interesantes que permanecían ocultos.Iglesia de Santa MaríaRetablo mayor de la iglesia de Santa María
- Iglesia parroquial de Santa María. Saliendo por una de las calles que parten de la Plaza Mayor se llega a la Plaza de Santa María, donde se encuentra la iglesia del mismo nombre. Es del siglo XVI, renacentista, donde el material predominante es el ladrillo con argamasa de cal y yeso. Al exterior cabe destacar, aparte de sus dos curiosas portadas, la increíble torre que presenta, de cuatro cuerpos que se eleva a unos 64 metros del suelo y en cuyo último piso se alza una delgada torrecilla a modo de chapitel. Declarada Monumento Histórico Artístico Nacional, presenta disposición en planta de salón y tres naves de similar altura cubiertas con bóvedas de crucería y con una armadura mudéjar-renacentista. Además cuenta con un interesante coro con armadura de madera. La obra principal de este templo es el precioso retablo mayor realizado por Esteban Jordán en el siglo XVI bajo influencias del romanismo italiano dedicado a la Asunción de María. Otros retablos menores, en su mayoría barrocos, decoran el resto del edificio. El interior de la iglesia alberga el Museo Interparroquial de Arte Sacro, reuniendo en torno a dos salas las distintas piezas escultóricas, pictóricas y de orfebrería correspondientes a ambas parroquias. Su entrada cuesta 0.60 €, y puede ser visitada en verano bajo el horario de la Oficina de Turismo y en invierno, contactando con el cura-párroco.Ruinas del antiguo castillo de Alaejos

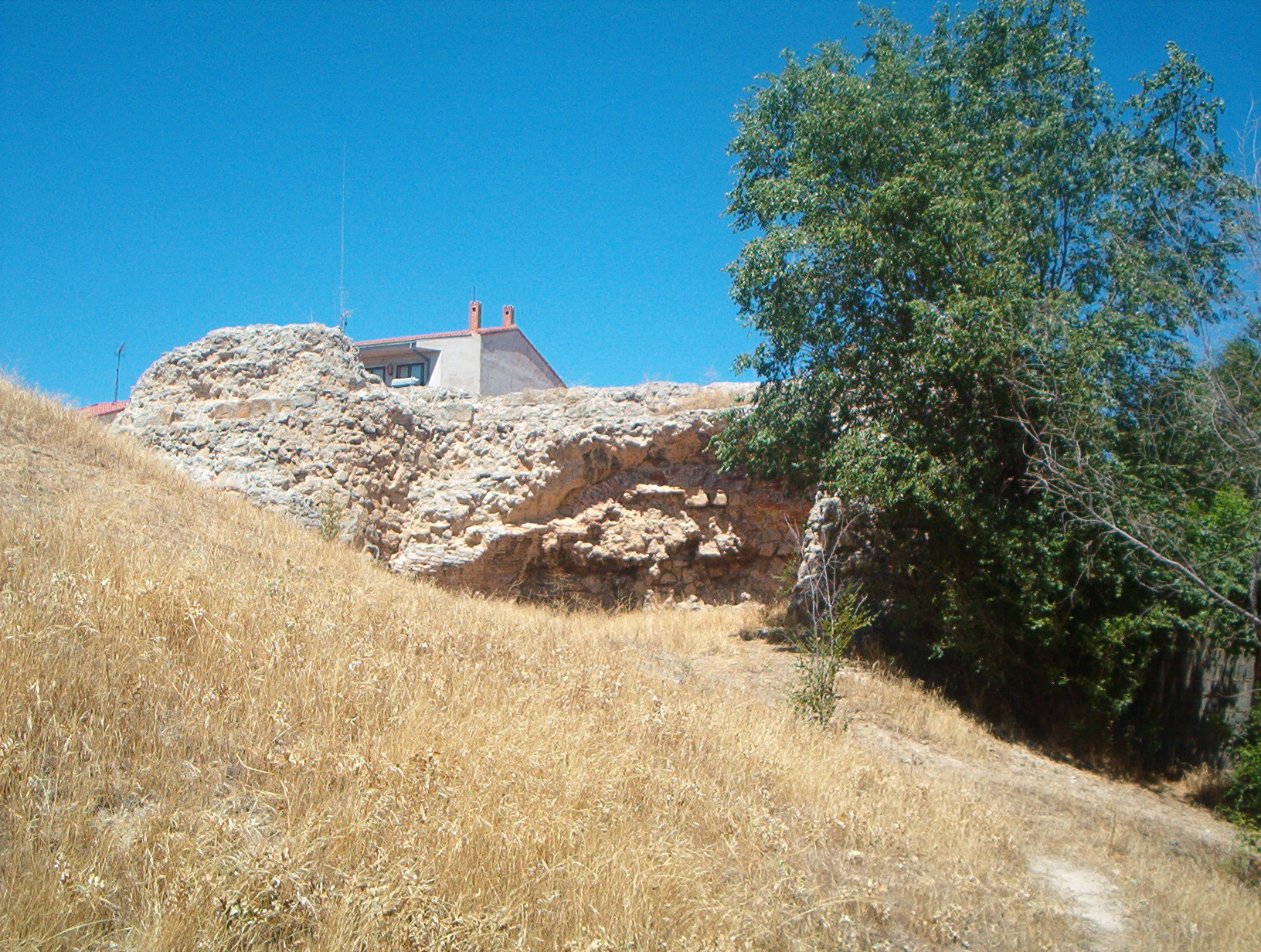
Ruinas del antiguo castillo de Alaejos

- Castillo de Alaejos. Aunque no quedan muchos restos de él, hubo un castillo situado en las últimas casas de Alaejos en dirección a Salamanca. Precisamente en la calle que rodea estos restos, se ha instalado una Colección Etnográfica en la que se muestran más de mil piezas de oficios ya desaparecidos y utensilios de la vida cotidiana.
- Ermita de la Virgen de la Casita. Se llama así porque, según cuenta la leyenda, un año de sequía, una mujer, Santa Catalina de la Cruz, se puso a orar para que lloviera, y apareció la Virgen, diciéndole que reuniera al pueblo y que se lo contara a toda la gente. Llovió y pidió que le construyeran un pequeño santuario, de ahí el nombre de la "Casita". Hoy se dice que esa tal Catalina se encuentra enterrada en el templo. La ermita se sitúa en un cerro no muy alto, a medio camino entre las localidades de Alaejos y Siete Iglesias de Trabancos. Data del siglo XV, tiene tres naves, estando la central cubierta con techo plano de vigas de madera y las laterales con bóveda de cañón. La cúpula es elíptica sobre pechinas. Guarda en el interior la Virgen gótica, que es vestida con mantos desde el siglo XVIII. Su visita está permitida los fines de semana.

- Casa consistorial de Alaejos. Se encuentra en la Plaza Mayor y es del siglo XVIII.

- Cinco casas blasonadas:
  - Casa del Inquisidor, con dos escudos del siglo XVI.
  - Casa del Marqués de Gastañaga, de dos plantas, bodega y escudo del XVII, además de unos grandes huecos ventanales con rejería de forja.
  - Casa de los Beneficiados de santa María, con fachada de ladrillo y elementos neoclásicos rematada con un frontón y escudo representando el símbolo de la Virgen.
  - Casa de los Regidores, construcción del siglo XVIII de ladrillo con dos escudos, tres balcones con hierros de forja y una cornisa preciosa.
  - Casa del Obispo, donde la fachada posee las armas eclesiásticas del obispo Fernández Vadillo, obispo de Cuenca.

## Fiestas
- 17 de enero. San Antón.
- 5 de febrero. Las Águedas.
- Jueves de compadres y jueves de comadres los dos jueves anteriores al domingo de Carnaval.
- Carnaval.
- Semana Santa.
- 10 de mayo. Romería de la Virgen de la Casita.
- 15 de mayo. San Isidro.
- Julio. Fiesta de la Siega.
- Agosto. Fiesta del alaejano ausente.
- 8 de septiembre. Virgen de la Casita.

## Mapas

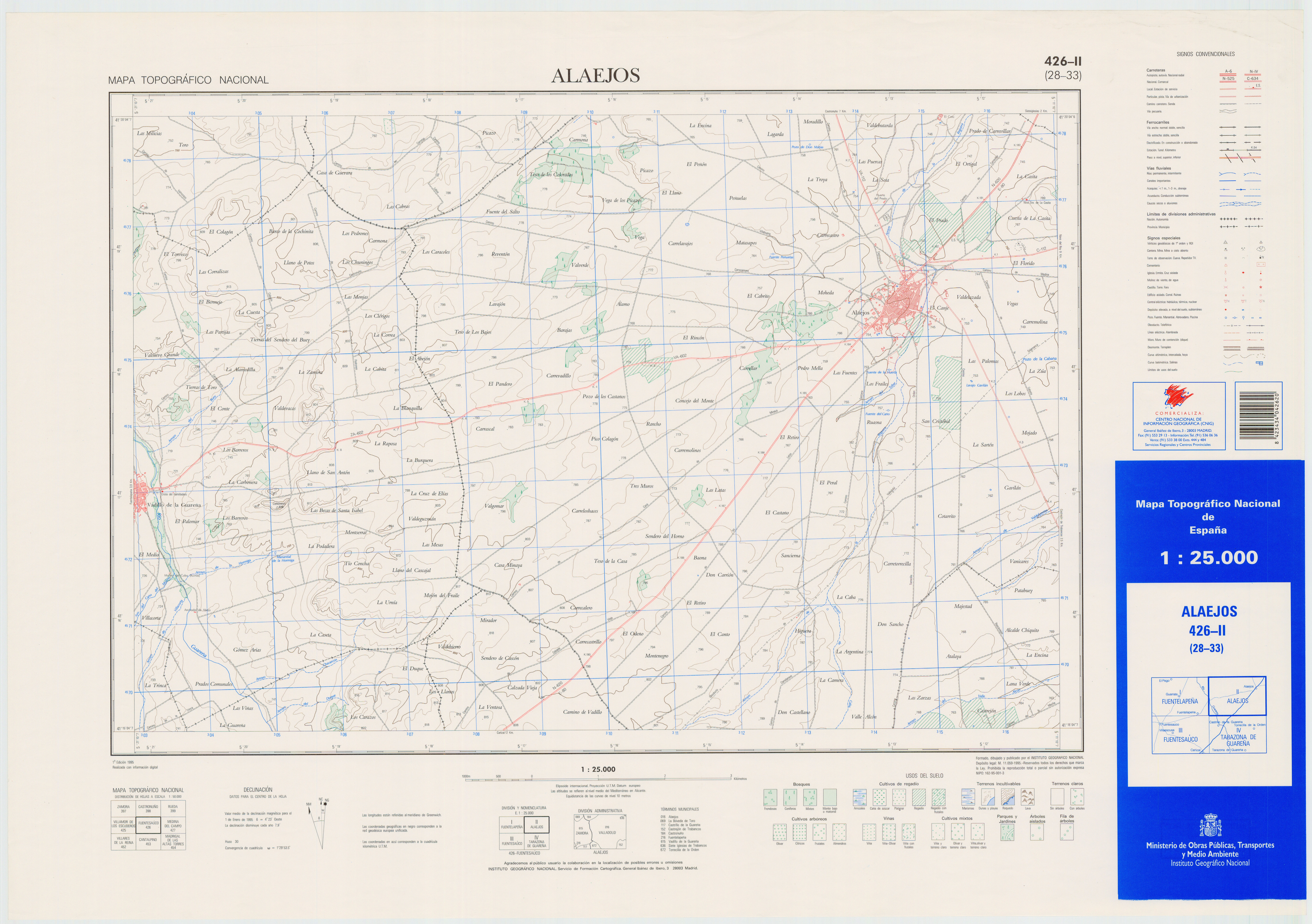
Mapa Topográfico del año 1995
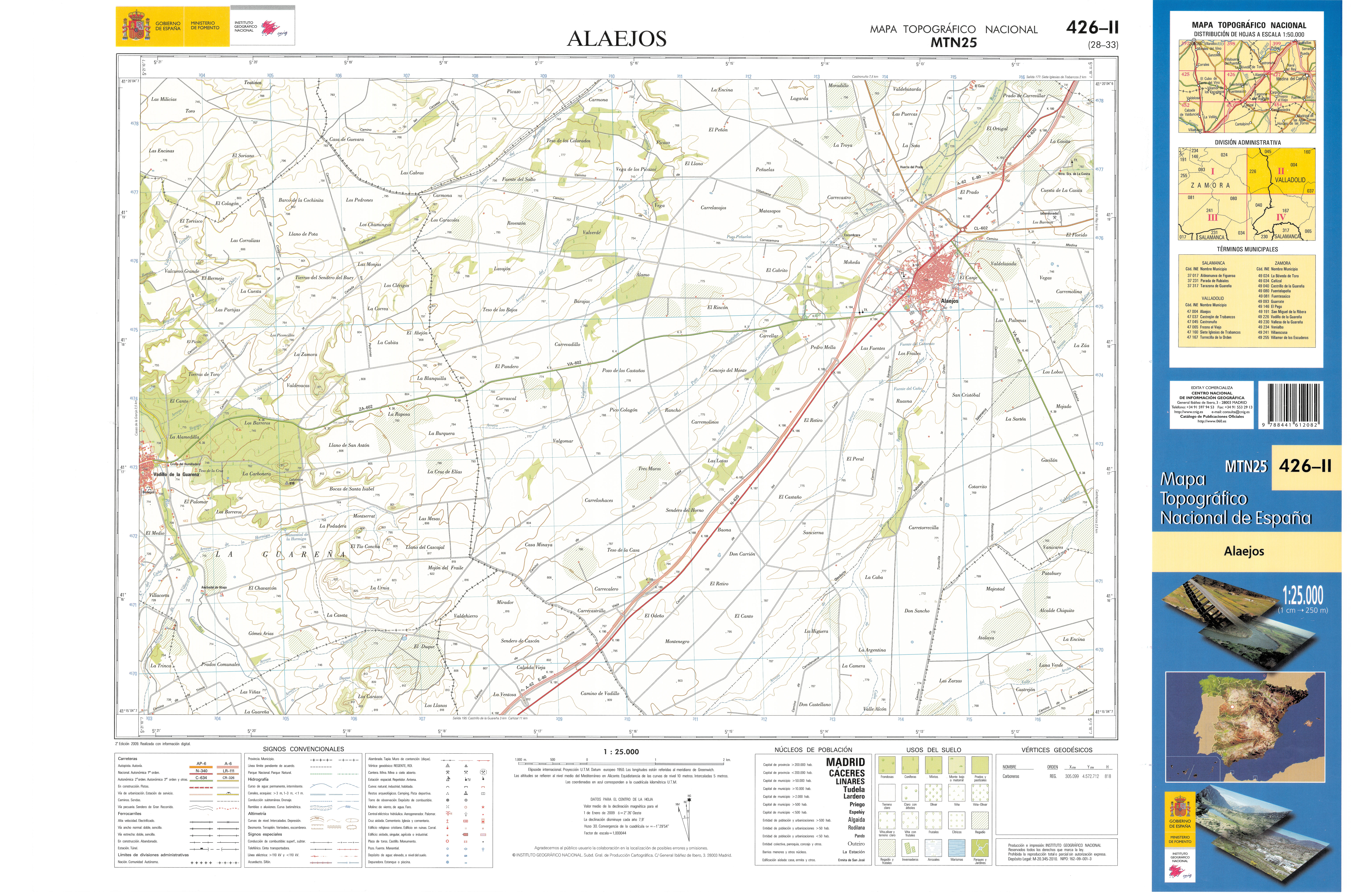
Mapa Topográfico del año 2009